# Ben Pollack
Pour les articles homonymes, voir Pollack.
Ben Pollack  (22 juin 1903 - 7 juin 1971) est un batteur et chef d'orchestre de jazz américain. Il a été un des acteurs du jazz des années 1920 aux années 1940 (« Swing Era »). Il a découvert et travaillé avec de nombreux artistes de talent, comme Benny Goodman, Jack Teagarden, Glenn Miller, Jimmy McPartland et Harry James. Il portait le surnom de « Father of Swing ». Il s'est suicidé à Palm Spring.

## Biographie
Il débute comme batteur avec les « New Orleans rhythm kings » en 1923 puis fonde son orchestre en 1926 « Ben Pollak and his Californians » dans lequel joueront Glenn Miller, Benny Goodman et Jimmy McPartland. Il enregistre d'abord pour Victor puis pour des petits labels. Il engage dans les années 1930 Muggsy Spanier et Harry James puis en 1937 il monte un nouvel orchestre.
Après la Seconde Guerre mondiale il tourne dans les films The Glenn Miller story en 1953 puis dans The Benny Goodman story en 1955. Il quitte le métier d'artiste musicien quelques années plus tard et ouvre un restaurant à Hollywood. En 1965, il s'installe à Palm Springs pour ouvrir un bar avec sa sœur. Celui que l'on surnommera « Father of Swing » (le père du swing) est retrouvé pendu dans sa salle de bains le 7 juin 1971.

## Filmographie
- Presenting Lily Mars (1943) – saxophoniste dans le Bob Crosby's Orchestra
- La Main qui venge (1950)
- Disc Jockey (1951) – lui-même
- The Glenn Miller Story (1954) – lui-même
- The Benny Goodman Story (1956) – lui-même

## Source
- Philippe Carles, André Clergeat, Jean-Louis  Comolli, Dictionnaire du jazz, éd.Robert Laffont, coll. Bouquins, p. 810, 1988  (ISBN 2-221-04516-5)